# 河原駅
河原駅（かわはらえき）は、鳥取県八頭郡八頭町国中字萩原にある西日本旅客鉄道（JR西日本）因美線の駅である。
旧河原町（現・鳥取市）との境界付近にある。

## 歴史
- 1919年（大正8年）12月20日：鉄道院因美軽便線（現・因美線）鳥取 - 用瀬間開通時に開設[1]。
- 1922年（大正11年）9月2日：軽便線制度廃止に伴い、因美軽便線が因美線に改称、当駅もその所属となる。
- 1928年（昭和3年）3月15日：因美南線開通に伴い、因美線が因美北線に改称、当駅もその所属となる[2]。
- 1932年（昭和7年）7月1日：鳥取 - 津山間全通に伴い、因美北線が現在の因美線の一部となり、当駅もその所属となる[3]。
- 1970年（昭和45年）10月1日：一般駅から旅客駅となり[4]、無人駅化[5]。その後、簡易委託駅化[6]。
- 1987年（昭和62年）4月1日：国鉄分割民営化に伴い、JR西日本の駅となる[4]。

## 駅構造

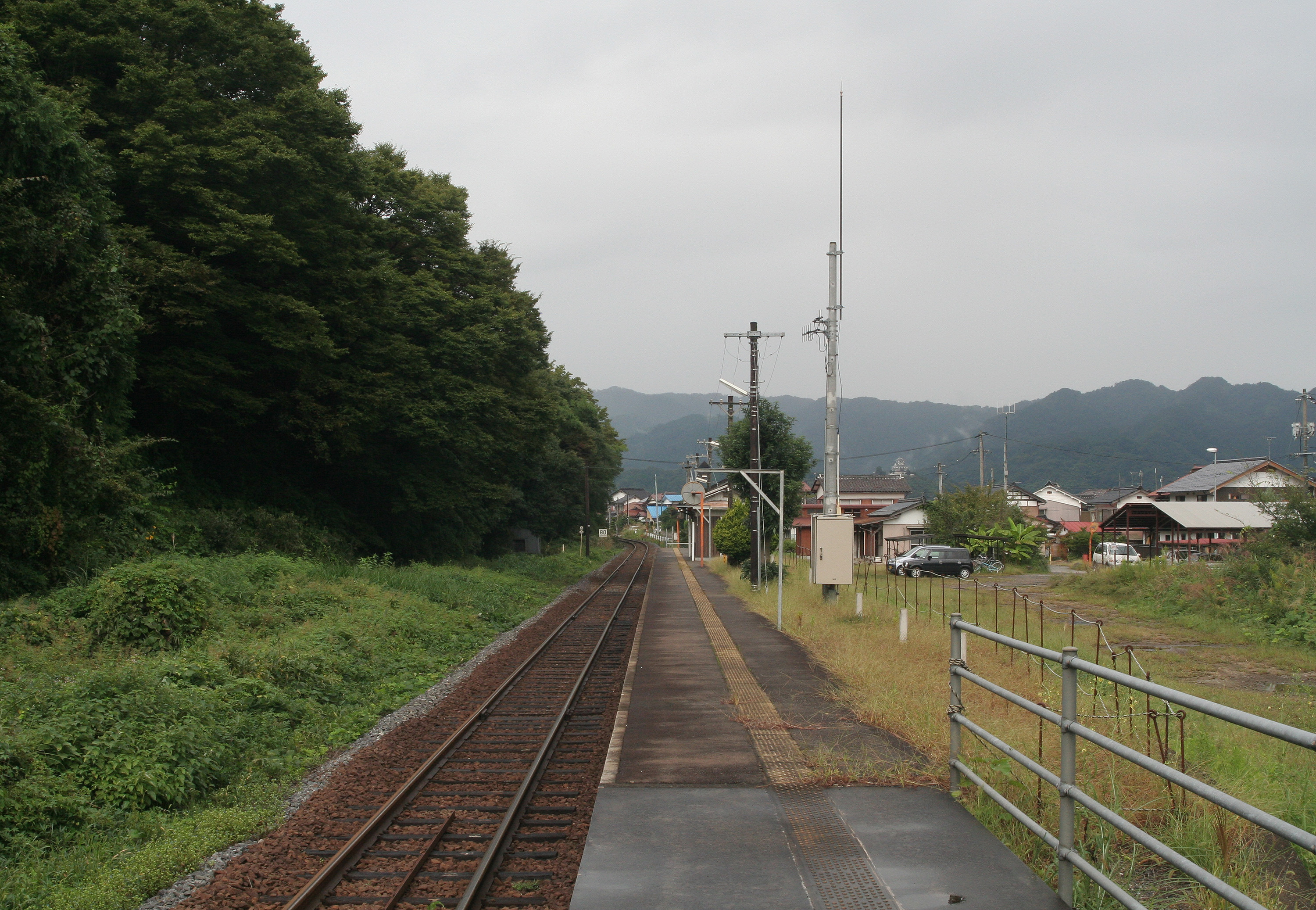
構内（2007年10月）

智頭方面に向かって右側に単式ホーム1面1線を有する地上駅（停留所）。以前は島式ホーム1面2線だったが片側の線路が撤去された。現在は棒線駅となり、智頭方面行・鳥取方面行双方が同一ホームを使用する。木造駅舎を備える。
鳥取鉄道部管理の簡易委託駅。常備券販売が稀に行われるが、大半の時間帯で無人となっている。ホーム上には乗車駅証明書発行機がある。また改札外にバリアフリー対応、男女別の水洗式便所が設置されている。

## 利用状況
「鳥取市統計要覧」によると、2020年度の年間乗車人員は2.9万人で、1日平均乗車人員は79人と算出出来る。
近年の乗車人員の推移は以下の通り。
| 年度   | 年間 乗車人員 | 1日平均 乗車人員 | 1日平均 乗降人員 |
| ------ | ------------- | ---------------- | ---------------- |
| 2010年 | 3.7万         | 101              |                  |
| 2011年 | 3.7万         | 101              | 205              |
| 2012年 | 3.5万         | 96               | 192              |
| 2013年 | 3.8万         | 104              | 207              |
| 2014年 | 3.2万         | 88               | 174              |
| 2015年 | 3.2万         | 87               | 172              |
| 2016年 | 3.2万         | 88               | 158              |
| 2017年 | 2.8万         | 77               | 152              |
| 2018年 | 2.7万         | 74               | 146              |
| 2019年 | 2.9万         | 79               | 156              |
| 2020年 | 2.9万         | 79               |                  |

## 駅周辺
- 国中簡易郵便局
- 鳥取県道32号郡家鹿野気高線
- 鳥取県道229号米岡河原停車場線

## 隣の駅
西日本旅客鉄道（JR西日本）
 因美線
郡家駅 - 河原駅 - 国英駅